# 일출로 (포항시)
일출로(Ilchul-ro)는 대한민국의 경상북도 포항시 남구 구룡포읍에서 시작하여, 호미곶면을 거쳐 연결하는 도로이다.

## 노선 경로
| 이름        | 접속 노선                 | 소재지   | 비고 |
| ----------- | ------------------------- | -------- | ---- |
| 구룡2교차로 | 지방도 제929호선 (호미로) | 구룡포읍 |      |
| 삼정교차로  | 지방도 제929호선 (호미로) | 구룡포읍 |      |
| 석병교차로  | 지방도 제929호선 (호미로) | 구룡포읍 |      |
| 학삼교      |                           | 구룡포읍 |      |
|             | 호미곶면                  |          |      |
| 강사3교차로 | 지방도 제929호선 (호미로) |          |      |